# 반다르반구

방글라데시 반다르반구

반다르반구(벵골어: বান্দরবান জেলা)는 방글라데시 남동부에 위치한 구로, 치타공주의 행정 중심지이다. 방글라데시를 구성하는 3개의 언덕 중 하나이며 치타공 구릉지대의 일부이며 나머지는 랑가마티구, 카그라차리구이다. 반다르반구(4,479km2)는 인도에서 가장 멀리 떨어져 있을 뿐만 아니라 인구가 가장 적은 388,000명의 구이기도 하다.

## 인구
2011년 방글라데시 인구 조사에 따르면 반다르반구의 인구는 388,335명이며, 이 중 203,350명은 남성이고 184,985명은 여성이다. 농촌 인구는 287,912명(74.14%)인 반면 도시 인구는 100,423명(25.86%)이었다. 반다르반구는 7세 이상 인구의 문맹률이 35.86%로 남성은 40.29%, 여성은 30.93%였다.

### 종교적 구성
2011년 인구의 종교 구성은 이슬람교 50.75%, 불교 31.69%, 기독교 10.13%, 힌두교 3.38%, 기타 4.05%였다. 종교 기관은 모스크 2,070, 불교 900 (256개의 사원, 644개의 탑), 힌두교 사원 94, 교회 2이다.